# 史密斯伯勒 (伊利諾伊州)
史密斯伯勒（英語：Smithboro）是位於美國伊利諾伊州邦德縣的一個村落。

## 地理
史密斯伯勒的座標為38°53′47″N 89°20′29″W / 38.89639°N 89.34139°W，而該地最高點為海拔高度168米（即551英尺）。

## 人口
根據2010年美國人口普查的數據，史密斯伯勒的面積為2.40平方千米，當中陸地面積為2.40平方千米，而水域面積為0.00平方千米。當地共有人口177人，而人口密度為每平方千米73人。